# 茨城県第1区
茨城県第1区（いばらきけんだい1く）は、日本の衆議院議員総選挙における選挙区。1994年（平成6年）の公職選挙法改正で設置。

## 区域

### 現在の区域
2022年（令和4年）公職選挙法改正以降の区域は以下のとおりである。市域の分割が解消された。
- 水戸市
- 笠間市
- 筑西市
- 桜川市
- 東茨城郡
  - 城里町

### 2022年以前の区域
2013年（平成25年）公職選挙法改正から2022年の小選挙区改定までの区域は以下のとおりである。
- 水戸市（旧内原町域を除く）
  - 本庁管内
  - 赤塚・常澄の各出張所管内
- 下妻市（旧千代川村域を除く）
  - 下妻、長塚、砂沼新田、坂本新田、大木新田、石の宮、堀篭、坂井、比毛、横根、平川戸、北大宝、大宝、大串、平沼、福田、下木戸、神明、若柳、下宮、数須、筑波島、下田、中郷、黒駒、江、平方、尻手、渋井、桐ヶ瀬、前河原、赤須、柴、半谷、大木、南原、上野、関本下、袋畑、古沢、小島、二本紀、今泉、中居指、新堀、加養、亀崎、樋橋、肘谷、山尻、谷田部、柳原、安食、高道祖、本城町1〜3丁目、小野子町1・2丁目、本宿町1・2丁目、田町1・2丁目
- 笠間市（旧友部町・岩間町域を除く：笠間支所管内）
- 常陸大宮市（旧御前山村域）
- 筑西市
- 桜川市
- 東茨城郡
  - 城里町

1994年（平成6年）公職選挙法改正から2013年の小選挙区改定までの区域は以下のとおりである。
- 水戸市
- 下館市
- 下妻市
- 笠間市
- 東茨城郡
  - 常北町
  - 桂村
  - 御前山村
- 西茨城郡
  - 七会村
  - 岩瀬町
- 真壁郡

## 歴史
県央地域の水戸市から県西地域北部にかけての範囲を選挙区とする。中選挙区時代はそれぞれ旧1区と旧3区に属していた。
本選挙区の設置以来、旧3区時代に祖父赤城宗徳から地盤を引き継いだ自由民主党の赤城徳彦が連続当選してきた。自由民主党が強いとされる農村部の占める割合が大きいためいわゆる1区現象が発生することはなかった。
だがその赤城が2007年に発覚した事務所費問題や絆創膏騒動により農林水産大臣を事実上更迭され、同年の第21回参議院議員選挙における自民党惨敗の遠因となった。この事に加え、自民党自体への逆風もあり2009年の第45回衆議院議員総選挙では、民主党の福島伸享に5万票以上の差をつけられ落選した。
2012年の第46回衆議院議員総選挙では、自民党は引退した赤城の後任として茨城県議会議員の田所嘉徳を擁立、議席を奪還した。その後の2014年の第47回衆議院議員総選挙でも田所が続けて当選し福島も比例復活した。2017年の第48回衆議院議員総選挙でも田所が議席を守り福島は落選となった。
2021年の第49回衆議院議員総選挙以降は希望の党の解党で無所属となった福島が当選、2024年の第50回衆議院議員総選挙でも引き続き福島が当選し、さらに自民党の政治資金パーティー裏金事件や、それ以前の統一教会（現在の世界平和統一家庭連合）との関係などをはじめとする数々の不祥事の影響などにより、茨城県を含め、全国的に支持率や得票率などが低下していたにもかかわらず、自民党所属の田所の比例復活が続いている。

## 小選挙区選出議員
| 選挙名                 | 年     | 当選者   | 党派       |
| ---------------------- | ------ | -------- | ---------- |
| 第41回衆議院議員総選挙 | 1996年 | 赤城徳彦 | 自由民主党 |
| 第42回衆議院議員総選挙 | 2000年 | 赤城徳彦 | 自由民主党 |
| 第43回衆議院議員総選挙 | 2003年 | 赤城徳彦 | 自由民主党 |
| 第44回衆議院議員総選挙 | 2005年 | 赤城徳彦 | 自由民主党 |
| 第45回衆議院議員総選挙 | 2009年 | 福島伸享 | 民主党     |
| 第46回衆議院議員総選挙 | 2012年 | 田所嘉徳 | 自由民主党 |
| 第47回衆議院議員総選挙 | 2014年 | 田所嘉徳 | 自由民主党 |
| 第48回衆議院議員総選挙 | 2017年 | 田所嘉徳 | 自由民主党 |
| 第49回衆議院議員総選挙 | 2021年 | 福島伸享 | 無所属     |
| 第50回衆議院議員総選挙 | 2024年 | 福島伸享 | 無所属     |

## 選挙結果
時の内閣：第1次石破内閣 解散日：2024年10月9日 公示日：2024年10月15日
当日有権者数：41万8446人 最終投票率：51.28%（前回比：0.01%） （全国投票率：53.85%（2.08%））
| 当落 | 候補者名   | 年齢 | 所属党派     | 新旧 | 得票数   | 得票率 | 惜敗率 | 推薦・支持 | 重複 |
| ---- | ---------- | ---- | ------------ | ---- | -------- | ------ | ------ | ---------- | ---- |
| 当   | 福島伸享   | 54   | 無所属       | 前   | 94,243票 | 45.01% | ――     |            | ×    |
| 比当 | 田所嘉徳   | 70   | 自由民主党   | 前   | 76,960票 | 36.75% | 81.66% | 公明党推薦 | ○    |
|      | 武藤優子   | 60   | 日本維新の会 | 新   | 23,619票 | 11.28% | 25.06% |            | ○    |
|      | 高橋誠一郎 | 29   | 日本共産党   | 新   | 14,565票 | 6.96%  | 15.45% |            | ○    |

時の内閣：第1次岸田内閣 解散日：2021年10月14日 公示日：2021年10月19日
当日有権者数：40万2090人 最終投票率：51.29%（前回比：0.49%） （全国投票率：55.93%（2.25%））
| 当落 | 候補者名 | 年齢 | 所属党派   | 新旧 | 得票数    | 得票率 | 惜敗率 | 推薦・支持 | 重複 |
| ---- | -------- | ---- | ---------- | ---- | --------- | ------ | ------ | ---------- | ---- |
| 当   | 福島伸享 | 51   | 無所属     | 元   | 105,072票 | 52.05% | ――     |            | ×    |
| 比当 | 田所嘉徳 | 67   | 自由民主党 | 前   | 96,791票  | 47.95% | 92.12% | 公明党推薦 | ○    |

時の内閣：第3次安倍第3次改造内閣 解散日：2017年9月28日 公示日：2017年10月10日
当日有権者数：41万84人 最終投票率：51.78%（前回比：2.86%） （全国投票率：53.68%（1.02%））
| 当落 | 候補者名   | 年齢 | 所属党派   | 新旧 | 得票数    | 得票率 | 惜敗率 | 推薦・支持 | 重複 |
| ---- | ---------- | ---- | ---------- | ---- | --------- | ------ | ------ | ---------- | ---- |
| 当   | 田所嘉徳   | 63   | 自由民主党 | 前   | 100,875票 | 48.43% | ――     | 公明党推薦 | ○    |
|      | 福島伸享   | 47   | 希望の党   | 前   | 82,835票  | 39.77% | 82.12% |            | ○    |
|      | 大内久美子 | 68   | 日本共産党 | 新   | 22,034票  | 10.58% | 21.84% |            | ○    |
|      | 川辺賢一   | 30   | 幸福実現党 | 新   | 2,564票   | 1.23%  | 2.54%  |            |      |

- 大内は第49回は4区から立候補したが落選。

時の内閣：第2次安倍改造内閣 解散日：2014年11月21日 公示日：2014年12月2日
当日有権者数：40万5377人 最終投票率：54.64% （全国投票率：52.66%（6.66%））
| 当落 | 候補者名   | 年齢 | 所属党派   | 新旧 | 得票数    | 得票率 | 惜敗率 | 推薦・支持 | 重複 |
| ---- | ---------- | ---- | ---------- | ---- | --------- | ------ | ------ | ---------- | ---- |
| 当   | 田所嘉徳   | 60   | 自由民主党 | 前   | 105,536票 | 49.14% | ――     | 公明党推薦 | ○    |
| 比当 | 福島伸享   | 44   | 民主党     | 元   | 77,179票  | 35.94% | 73.13% |            | ○    |
|      | 大内久美子 | 65   | 日本共産党 | 新   | 32,048票  | 14.92% | 30.37% |            | ○    |

時の内閣：野田第3次改造内閣 解散日：2012年11月16日 公示日：2012年12月4日 （全国投票率：59.32%（9.96%））
| 当落 | 候補者名   | 年齢 | 所属党派     | 新旧 | 得票数    | 得票率 | 惜敗率 | 推薦・支持     | 重複 |
| ---- | ---------- | ---- | ------------ | ---- | --------- | ------ | ------ | -------------- | ---- |
| 当   | 田所嘉徳   | 58   | 自由民主党   | 新   | 103,463票 | 45.34% | ――     | 公明党推薦     | ○    |
|      | 福島伸享   | 42   | 民主党       | 前   | 66,076票  | 28.96% | 63.86% | 国民新党推薦   | ○    |
|      | 海老沢由紀 | 38   | 日本維新の会 | 新   | 29,611票  | 12.98% | 28.62% | みんなの党推薦 | ○    |
|      | 武藤優子   | 48   | 日本未来の党 | 新   | 15,971票  | 7.00%  | 15.44% |                | ○    |
|      | 田谷武夫   | 61   | 日本共産党   | 新   | 13,065票  | 5.73%  | 12.63% |                |      |

- 武藤は第24回参議院議員通常選挙におおさか維新の会公認で茨城県選挙区より立候補したが落選。その後、第49回は4区から日本維新の会公認で立候補したが落選。
- 海老沢は2019年の大阪市議会議員選挙（東成区選挙区）に大阪維新の会公認で立候補し当選。その後、第26回参議院議員通常選挙に東京都選挙区から日本維新の会公認で立候補したが落選。

時の内閣：麻生内閣 解散日：2009年7月21日 公示日：2009年8月18日 （全国投票率：69.28%（1.77%））
| 当落 | 候補者名 | 年齢 | 所属党派   | 新旧 | 得票数    | 得票率 | 惜敗率 | 推薦・支持 | 重複 |
| ---- | -------- | ---- | ---------- | ---- | --------- | ------ | ------ | ---------- | ---- |
| 当   | 福島伸享 | 39   | 民主党     | 新   | 151,165票 | 57.10% | ――     |            | ○    |
|      | 赤城徳彦 | 50   | 自由民主党 | 前   | 92,528票  | 34.95% | 61.21% |            | ○    |
|      | 田谷武夫 | 58   | 日本共産党 | 新   | 15,776票  | 5.96%  | 10.44% |            | ○    |
|      | 金沢光司 | 34   | 幸福実現党 | 新   | 5,267票   | 1.99%  | 3.48%  |            |      |

時の内閣：第2次小泉改造内閣 解散日：2005年8月8日 公示日：2005年8月30日 （全国投票率：67.51%（7.65%））
| 当落 | 候補者名 | 年齢 | 所属党派   | 新旧 | 得票数    | 得票率 | 惜敗率 | 推薦・支持 | 重複 |
| ---- | -------- | ---- | ---------- | ---- | --------- | ------ | ------ | ---------- | ---- |
| 当   | 赤城徳彦 | 46   | 自由民主党 | 前   | 144,499票 | 58.27% | ――     |            | ○    |
|      | 福島伸享 | 35   | 民主党     | 新   | 86,999票  | 35.08% | 60.21% |            | ○    |
|      | 田谷武夫 | 54   | 日本共産党 | 新   | 16,476票  | 6.64%  | 11.40% |            | ○    |

時の内閣：第1次小泉第2次改造内閣 解散日：2003年10月10日 公示日：2003年10月28日 （全国投票率：59.86%（2.63%））
| 当落 | 候補者名 | 年齢 | 所属党派   | 新旧 | 得票数    | 得票率 | 惜敗率 | 推薦・支持 | 重複 |
| ---- | -------- | ---- | ---------- | ---- | --------- | ------ | ------ | ---------- | ---- |
| 当   | 赤城徳彦 | 44   | 自由民主党 | 前   | 128,349票 | 58.71% | ――     |            | ○    |
|      | 福島伸享 | 33   | 民主党     | 新   | 77,420票  | 35.41% | 60.32% |            | ○    |
|      | 小島修   | 41   | 日本共産党 | 新   | 12,845票  | 5.88%  | 10.01% |            |      |

時の内閣：第1次森内閣 解散日：2000年6月2日 公示日：2000年6月13日 （全国投票率：62.49%（2.84%））
| 当落 | 候補者名 | 年齢 | 所属党派   | 新旧 | 得票数    | 得票率 | 惜敗率 | 推薦・支持 | 重複 |
| ---- | -------- | ---- | ---------- | ---- | --------- | ------ | ------ | ---------- | ---- |
| 当   | 赤城徳彦 | 41   | 自由民主党 | 前   | 132,229票 | 58.98% | ――     |            | ○    |
|      | 佐藤由実 | 31   | 民主党     | 新   | 53,184票  | 23.72% | 40.22% |            | ○    |
|      | 高沢勝一 | 57   | 社会民主党 | 新   | 18,573票  | 8.28%  | 14.05% |            | ○    |
|      | 田谷武夫 | 48   | 日本共産党 | 新   | 17,246票  | 7.69%  | 13.04% |            |      |
|      | 郡司孝夫 | 54   | 自由連合   | 新   | 2,968票   | 1.32%  | 2.24%  |            |      |

時の内閣：第1次橋本内閣 解散日：1996年9月27日 公示日：1996年10月8日 （全国投票率：59.65%（8.11%））
| 当落 | 候補者名 | 年齢 | 所属党派   | 新旧 | 得票数    | 得票率 | 惜敗率 | 推薦・支持 | 重複 |
| ---- | -------- | ---- | ---------- | ---- | --------- | ------ | ------ | ---------- | ---- |
| 当   | 赤城徳彦 | 37   | 自由民主党 | 前   | 114,796票 | 52.71% | ――     |            | ○    |
|      | 塚田延充 | 58   | 新進党     | 前   | 63,069票  | 28.96% | 54.94% |            |      |
|      | 時崎雄司 | 56   | 民主党     | 元   | 24,730票  | 11.36% | 21.54% |            | ○    |
|      | 関戸秀子 | 50   | 日本共産党 | 新   | 15,185票  | 6.97%  | 13.23% |            |      |